# バッファロー・スプリングフィールド・アゲイン
『バッファロー・スプリングフィールド・アゲイン』（Buffalo Springfield Again）は、1967年にリリースされた、バッファロー・スプリングフィールドの2作目のスタジオ・アルバム。

## 解説
デビュー・アルバム『バッファロー・スプリングフィールド』は1966年12月20日にリリース後しばらくは、売れ行きが伸びなかった。そして12月31日から10日間に及ぶニューヨーク公演中に、ベース・アンプのボリュームをめぐって、ベーシストのブルース・パーマーとギタリストのスティーヴン・スティルスの間で諍いが起こり、さらにスティルスは、歌いたがりのドラマー、デューイ・マーティンを疎んじていた。そんな中、同月5日に起きたサンセット・ストリップでの暴動を基にした、スティルス作の第3弾シングル「フォー・ホワット・イッツ・ワース」が1967年3月にチャート7位まで到達する大ヒットとなり、急遽アルバムのセカンド・プレス以降に差し込まれた。
しかし、1967年1月9日にニューヨークでのレコーディングが行われた晩、パーマーが前年9月に続きマリファナ所持で再び逮捕され、今度は3か月の留置所暮らしとカナダへの強制送還が言い渡された。折悪く、同曲がヒットしはじめ、テレビからの出演依頼が増え出した。そこで、1月20日収録の「Hollywood Palace」では、バンドの相談役でありかつてバリー・マクガイアらのローディーを務めたディッキー・ディヴィスがベースを抱え、観客に背を向けて顔を映さないよう椅子に座り、以前に収録した音源を流すという演出がなされた。ただステージではそうはいかず、ニール・ヤングはチャド・アラン & ザ・リフレクションズのジム・ケイルを第一候補に考えたとも伝えられるが、結局のところ、旧友であるケン・コブランを呼び寄せ、1月25日のサンフランシスコ公演から2月10日のテキサス州ラボック公演までのライブに帯同した。また、2月17日収録のCBS「The Smothers Brothers Show」は、バンドのロード・クルーのマイルス・トーマスが、アンプに腰掛ける横向きのベーシストを演じた。そして2月22日のカリフォルニア州ダーザナ公演からは、ザ・マザーズ・オブ・インヴェンションのギタリストだったジム・フィールダーがベーシストとして正式加入、フィールダーを交えたグループ・ショットは、当時から多数公開されている。4月11日から6晩連続で開催されたサンフランシスコ公演のいずれかの終演後、6月に出演が決まったNBCの「ジョニー・カーソン・ショー」には出たくないとごねたヤングと、これはチャンスなのだからと説得にかかったスティルスとの間で、互いにギターを投げつけるほどの大喧嘩が起こり、それがレコーディングの面でも次第に顕著になっていき、たとえば5月6日に録音されたヤング作「エクスペクティング・トゥ・フライ」では、アレンジを手掛けたジャック・ニッチェ人脈のラス・タイトルマン、キャロル・ケイ、ジム・ゴードン、ドン・ランディ、リー・クレイトンらが脇を固める一方、バンドのメンバーは誰一人として演奏に参加していないという状況も生まれ得た。
5月25日、パーマーが不法入国を犯し、マリブのスティルス宅に姿を現した。バンドはこれを渋々受け入れ、パーマーは6月8日のコロラド州オーロラ公演からフィールダーに替わって再びステージに上がった。しかし、5月31日にヤングがバンドからの脱退を宣言した。「サマー・オブ・ラヴ」を象徴する6月のモンタレー・ポップ・フェスティバルでは、ダグ・ヘイスティングス、デヴィッド・クロスビーらが代役を務めた。結局ヤングは10月に復帰するが、各メンバーの自己主張も強くなり、スタジオでの録音も共同作業という形態ではなくなっていた。
そうした経緯の中、セカンド・アルバムの準備は年始頃から進められ、アトランティックの社長アーメット・アーティガンの働きかけにより、これまでプロデュースを行っていたチャールズ・グリーンとブライアン・ストーンは降板、アーティガン自身がメイン・プロデューサーを務めた。レコーディングは何とか進み、9月に完了、11月18日にリリースされた。このアルバムでヤングはニッチェと行動を共にし実験的な曲作りを試み、スティルスも彼のキャリアを代表する「ブルーバード」「ロックン・ロール・ウーマン」を書き上げた。カントリー、フォーク、ブルースといったアメリカ音楽のルーツを基本にしながらも、ジャズ、ソウル、R&B、南米民族音楽、クラシックなどの要素を取り入れ、バンドを取り巻く状況が悪化する中にもかかわらず、アイデアに溢れた実験的かつ幅広いサウンドに仕上げられている。また、メンバー間のバランスを配慮した曲順など、緊迫感とバンド崩壊の予兆めいたものも聞き取れ、バッファロー・スプリングフィールドの最高傑作と評されている。「エクスペクティング・トゥ・フライ」は、1978年に公開されたハル・アシュビー監督の映画『帰郷』に使用された。
しかし、1968年1月にパーマーが再びドラッグ所持で逮捕・強制送還され、そのまま脱退した。替わりにジム・メッシーナが加入したが、ヤングもバンド活動に興味を失って離れるようになり、実質解散状態であった。更に3月20日にヤング、メッシーナ、リッチー・フューレイの3人もエリック・クラプトンのドラッグ所持容疑に連座するかたちで逮捕されたことで、解散が決定的となった。後は契約を遂行するためだけにギグをこなし、5月5日のロング・ビーチ・アリーナでのコンサートを最後に解散した。

## 評価
『ローリング・ストーン誌が選ぶオールタイム・ベストアルバム500』に於いて、188位にランクインした。

## 収録曲

### Side One
1. ミスター・ソウル  –  Mr. Soul (2:35)
Neil Young
2. ア・チャイルズ・クレイム・トゥ・フェイム  –  A Child's Claim to Flame (2:09)
Richie Furay
3. エヴリデイズ –  Everydays (2:38)
Steve Stills
4. エクスペクティング・トゥ・フライ  –  Expecting to Fly (3:39)
Neil Young
5. ブルーバード  –  Bluebird (4:28)
Steve Stills

### Side Two
1. ハング・アップサイド・ダウン  –  Hung Upside Down (3:24)
Steve Stills
2. 悲しみの想い出  –  Sad Memory (3:00)
Richie Furay
3. グッド・タイム・ボーイ  –  Good Time Boy (2:11)
Richie Furay
4. ロックン・ロール・ウーマン  –  Rock & Roll Woman[† 1] (2:44)
Steve Stills
5. 折れた矢  –  Broken Arrow (6:13)
Neil Young

## クレジット
| MR. SOUL |
| Respectfully dedicated to the ladies of The Whisky A Go Go and the woman of Hollywood. Words and Music by Neil Young. Produced by Charlie and Brian with a little help from their friends. VOCALS—Neil with Steve & Richie. GUITARS—Richie & Steve, rhythm; Neil, lead. |
| |
| A CHILD'S CLAIM TO FLAME |
| Words and Music—Richie Furay. Production—Richie Furay. VOCALS—Richie with Steve & Neil. GUITARS—Neil, Richie & Steve. DOBRO—James Burton. BASS—Bruce. DRUMS—Dewey Martin. ENGINEERING—Ross Myering.                                                                     |
| |
| EVERYDAYS |
| Words and Music—Steve Stills. Production—Steve Stills, Neil Young and Ahmet Ertegun. VOCALS—Steve with Richie. GUITARS—Richie(rhythm)—Neil (humm). PIANO—Steve. BASS—Jim Fielder. DRUMS—Dewey. Recorded live at Gold Star.                                              |
| |
| EXPECTING TO FLY |
| Words and Music—Neil Young. Produced and arranged by Jack Nitzche & Neil Young. Dedicated to Donna & Vicki. VOCALS—Neil & Richie. LEAD GUITAR—Neil Young. ELECTRIC PIANO—Jack Nitzche.GRAND PIANO—Don Randi. Engineered by Bruce Botnick.                               |
| |
| BLUEBIRD |
| Words and Music—Steve Stills. Produced by Steve with Ahmet.VOCALS—Steve & Richie. GUITARS—Steve, Neil & Richie—all 11,386 of 'em. BASS—Bobby West. DRUMS—Dewey. BANJO—Charlie Chin. ENGINEER—Bruce Botnick.                                                             |
| |
| HUNG UPSIDE DOWN |
| Words and Music—Steve Stills. Production—Steve Stills. VOCALS—Richie & Steve with Neil & Richie. GUITARS—Richie, Steve (fuzz) & Neil. ORGAN—Steve. BASS—Bruce. DRUMSDewey. ENGINEERING—Jim Messina.                                                                     |
| |
| SAD MEMORY |
| Words and Music—Richie Furay. Production—Richie Furay. GUITARS—Richie & Neil (lead). Recorded by William Brittan except for the lead guitar which was recorded across town by Bill Lazarus.                                                                             |
| |
| GOOD TIME BOY |
| Words and Music—Richie Furay. Executive Producer—Dewey Martin. VOCAL—Dewey Martin. Arranged by the horn section of The American Soul Train from Louisiana. GUITAR—Steve. BASS—Bruce. DRUMS—Dewey.                                                                       |
| |
| ROCK & ROLL WOMAN |
| Words and Music—Steve Stills. Production—Steve Stills & Neil Young. VOCALS—Steve with Richie & Neil. GUITARS—Neil, Richie & Steve(lead). ELECTRIC PIANO—Steve. ORGAN—Steve. BASS—Bruce Pal-mer. DRUMS—Dewey Martin. INSPIRATION—David Crosby.                           |
| |
| BROKEN ARROW |
| Words and Music—Neil Young. Production—Neil Young. PIANO—Don Randi. GUITARS—Steve, Richie & Chris. DRUMS—Dewey. BASS—Bruce. Dedicated to Ken Koblun. VOCALS—Neil & Richie. Engineered by Jim Messina.                                                                   |
| |
| All the songs in this album are published by Ten East, Springalo & Cotillion, BMI. |
| |
| Cover illustration: Eve Babitz |
| Liner notes: Buffalo Springfield |
| Album design: Loring Eutemey |
| A YORK / PALA PRODUCTION |

### サンクス・クレジット
| - We wish to thank the following friends, enemies & people we don't know from Adam - for their influence and inspiration. The dedication is to Barry Friedman. |

| - Hank B.Marvin - Otis Redding - Doc Watson - FRED NEIL - Hank Williams - John Herald - Ricky Nelson - Randy Backman - Joe Mara - The Ventures - Roy Orbison - Ian & Sylvia - Jimi Hendrix - Bert Jansh - Jim & Jean - Cyrus Faryar & Rusty - Gene Pitney - Buddy Miles - Mickey Mikey- Davy Peter - Eric Clapton | - - The Nerk Twins - & George - Ringo - Phil Spector - Lester B. Pearson - Bobby Harmelink - KEN KOBLUN - Floyd Cramer - The Five Byrds - The Dillards - Robert Johnson - Herbie Cohen - Frank Zappa - Stones - Elmer & Mario - Donovan Leicht - Enid - JIM FRIEDMAN - Rickey James Matthews - The Spoons - Jerry Yester | - Chet Atkins - Jefferson Airplane - Peter Noone - Nurit - John Lee Hooker - John Hopkins - Charlie Chin - Jimmy Reed - Flatt & Scruggs - JACK NITZCHE - Tad Diltz - Mickey Most - John Coltrane - Lisa Kindred - Tim Hardin - Ray Brown - Craig Allen - Judy Collins - George Romney - Jim Fielder - Billie Winter - Chip Douglas | - BOB GIBSON - Fider - Jim Messina - Fort William - Robert Zimmerman - Pibehiney Palá - Steve Saunders - Albt. Grossman - Richie Havens - Eddie Miller - Peanuts Willingham - Pete Seeger - Mort. - Chuck Berry - The Kingston Trio & John - Felix Pappalardi - The Vanilla Fudge ...and a hundred thousand more. (spelling by The Buffalo Springfield) |